# Denkmal des unbekannten Soldaten (Lublin)

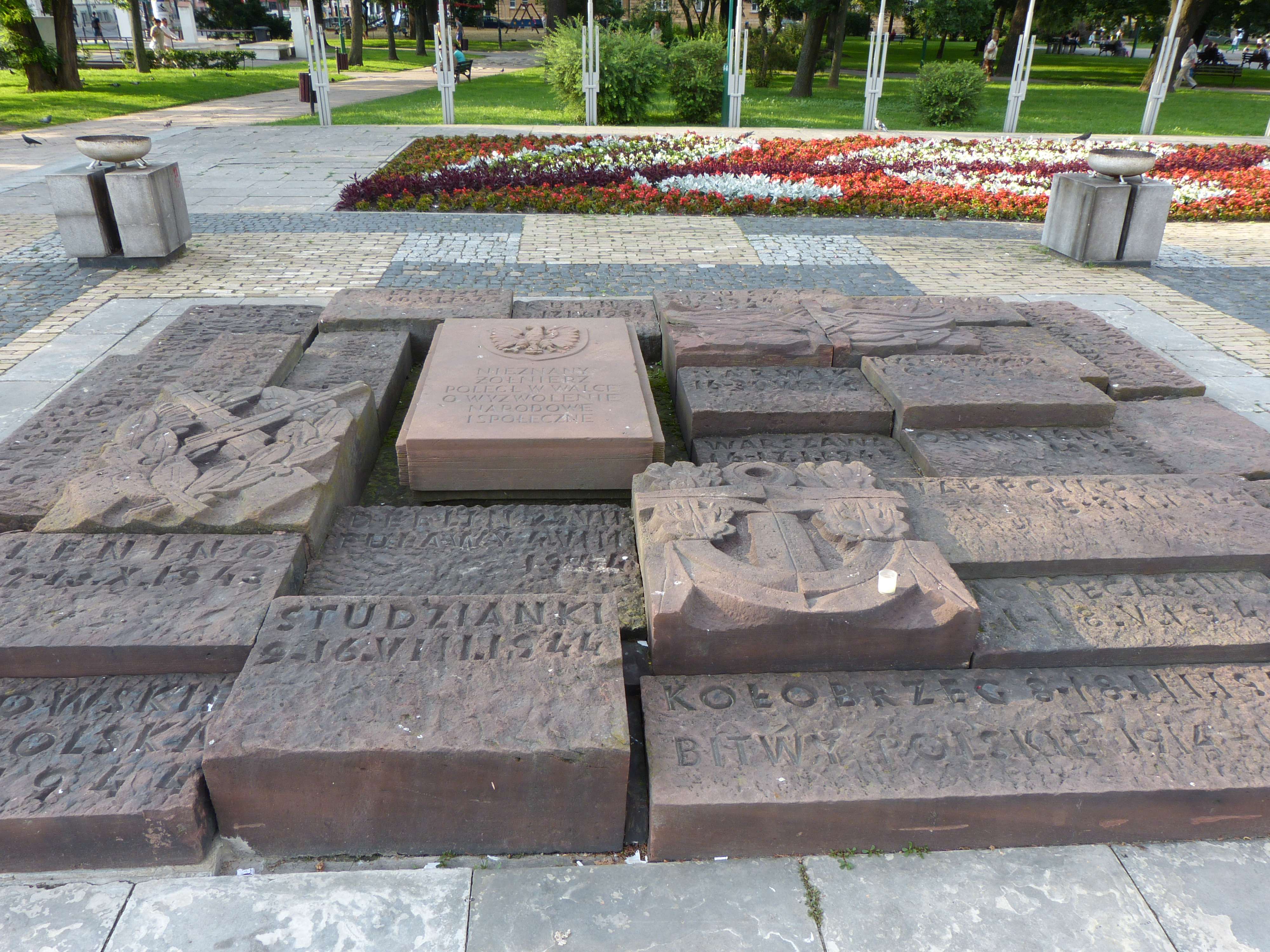
Grabmal des unbekannten Soldaten in Lublin

Das Denkmal des unbekannten Soldaten (polnisch Pomnik Nieznanego Żołnierza) wurde in den 1920er Jahren auf dem Litauischen Platz in Lublin in Polen errichtet. Es befindet sich in unmittelbarer Nähe zum Denkmal für die Verfassung vom 3. Mai.
Geschaffen wurde die Grabplatte nach Plänen von Jerzy Jamuszkiewicz. Ursprünglich befand sich darunter ein Sarg mit den Überresten eines unbekannten Soldaten von Lwiw. Nach dem Zweiten Weltkrieg wurde der Sarg auf Anweisung der kommunistischen Behörden entfernt, die eine zentrale Gedenkstätte des unbekannten Soldaten in Warschau planten. Im Gedenken an den Soldaten wurde eine rosafarbene Sandsteinplatte mit der Inschrift: NIEZNANY ŻOŁNIERZ POLEGŁ W WALCE O WYZWOLENIE NARODOWE I SPOŁECZNE (Ein unbekannter Soldat, gefallen in der Schlacht für nationale und soziale Befreiung) errichtet. Um das Denkmal sind weitere Platten auf dem Erdreich verschiedener Schlachtfelder verlegt. Die Platten sind mit den Namen und Daten der Schlachten beschriftet.